# Христианский рок
Христианский рок (англ. Christian rock) — разновидность рок-музыки, посвящённая теме христианства. Группы христианского рока исполняют песни о Боге, вере и душе, и обычно состоят из воцерковленных христиан. Христианский рок выделяется исключительно по текстам, он не имеет своих музыкальных характеристик и может исполняться в самых различных по технике стилях рок-музыки. Выделяют христианский классический рок, христианский метал (уайт-метал), христианский хардкор.

## История

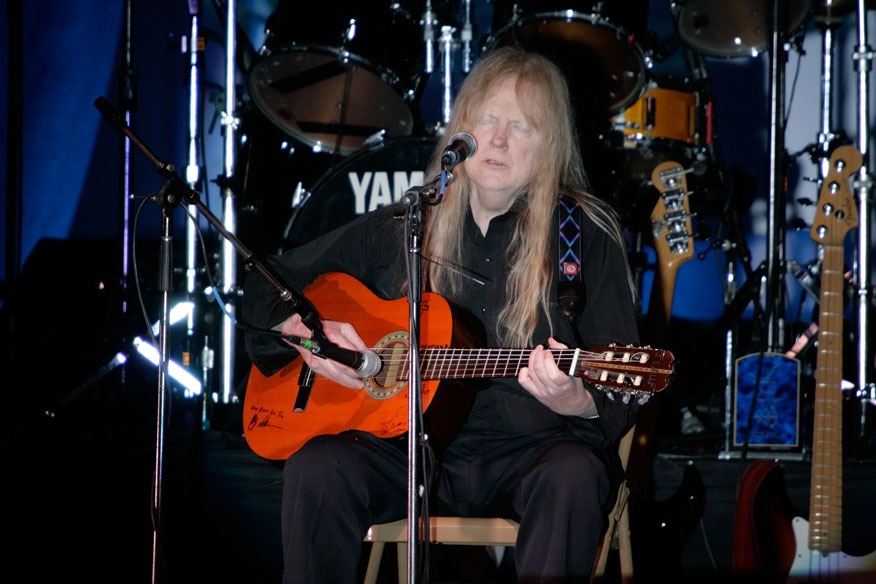
Ларри Норман

Ранний рок-н-ролл и ритм-н-блюз исполнялись преимущественно чернокожими музыкантами, среди которых было немало верующих. Однако легкомысленные тексты рок-н-ролла и вызывающее поведение исполнителей поначалу вызывало неприязнь у священнослужителей и прихожан. Заигрывания более поздних рокеров с оккультной мистикой, алкоголем, наркотиками, темой суицида и откровенной сексуальностью усугубляли первоначальный антагонизм. Известен скандал, разразившийся в прессе после шутки Джона Леннона, что «The Beatles популярнее Иисуса».

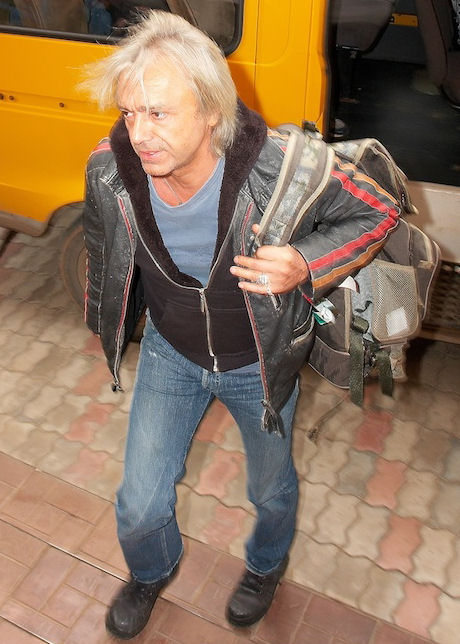
Константин Кинчев (Алиса)

Рок-группы с откровенно христианской тематикой начали появляться в конце 60-х. Одной из первых стала Mind Garage, игравшая психоделик-рок. Участники группы также заигрывали с визуальной эстетикой клириков. В 1972 году сформировалась группа Petra с аналогичной музыкой, ставшая одной из наиболее влиятельных в жанре. Другим «отцом» христианского рока стал Ларри Норман. Программной для христианского рока стала его песня «Why Should the Devil Have All the Good Music?» (Зачем отдавать дьяволу всю хорошую музыку?). Боб Дилан, один из ключевых исполнителей фолк-рока, во второй половине своей карьеры посвятил много песен христианской вере и критике грехов. Ещё одним популярным музыкантом в жанре был Кит Грин.
Идея быстро распространилась в движении хиппи, среди которых появилось «Движение Иисуса» (т. н. Jesus freaks), чьим девизом и основной идеей была любовь. Движение растафари и музыка регги также добавили свой оригинальный взгляд на христианство.
С 1984 года проводится Корнерстоунский фестиваль, крупнейший фестиваль христианского рока.
Среди известных современных христианских рок-групп — Skillet, Creed, P.O.D., Pillar, Delirious?, Crash Test Dummies, 12 Stones, Red, The Letter Black, Cradle of God, Powerwolf.
Первой христианской рок-группой в СССР был Трубный зов, созданный во второй половине 70-х годов евангельскими христианами. В 1982 году группой была записана рок-опера «Второе пришествие».
Со времён перестройки христианская рок-сцена в России и СССР стала развиваться не менее чем в США и Британии. Начали появляться группы, чья лирика основана на православном христианстве. К таким относятся, например, группа Мономах, Новый Завет, Галактическая Федерация и позднее творчество рок-групп Алиса и Калинов Мост. Диакон Андрей Кураев известен поддержкой православного христианского рока. В 1994 году на лейбле Мессия, вышла двойная пластинка «Антология Христианского Рока В России», на которую вошли песни таких групп и исполнителей как: Виктор Третьяков, Третий Рим, Новый Завет, Мономах, Царская Охота, Андрей Мисин, Новый Иерусалим, Ольга Арефьева, Легион, Тупые, Если, Акцент, Пилигрим, Олег Степурко, Галактическая Федерация, Трубный Зов, Николай Парфенюк. (RGM 7133) Вторая часть антологии под названием «Антология Нетрадиционной Духовной Музыки В России» вышла уже на CD на лейбле Bossmen Records в 1995 году и на ней были представлены: Александр Малинин, Ольга Кочеткова, Третий Рим, Андрей Рублёв, Юрий Морозов, Майтрейа, СВ, Инна Желанная, Александр Виста, Андрей Селиванов, Калинов Мост, Александр Башлачев, Борис Гребенщиков, Олег Степурко.  (BR 0001)
Среди протестантских рок-коллективов наибольшей популярности добились группы Новый Иерусалим и Дружки.

## Христианский хардкор

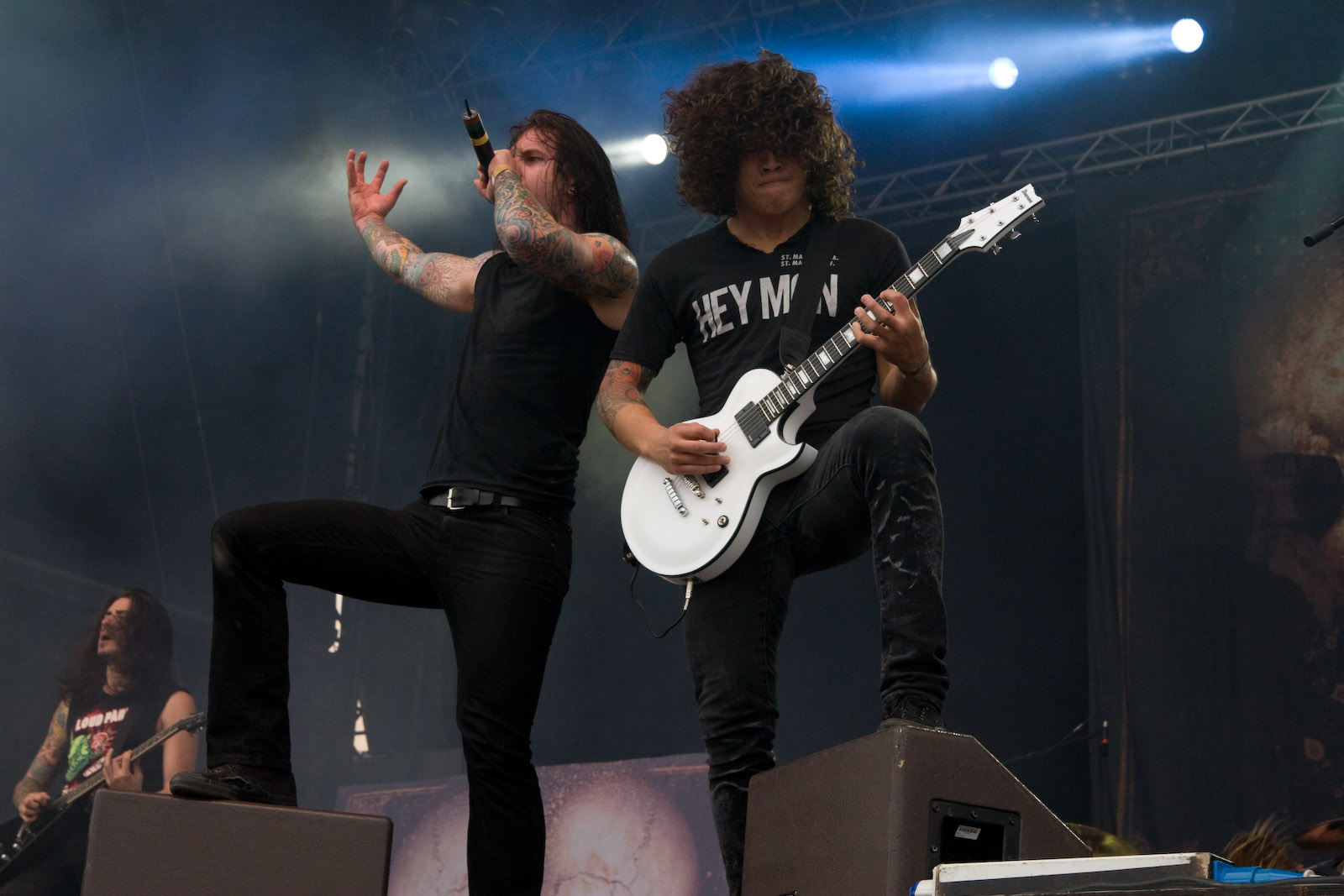
As I Lay Dying, группа христианского металкора

Панк, хардкор и металкор нередко обращаются к тематике христианства. Примером может послужить группа As I Lay Dying, а также Underoath, Soul Embraced, Living Sacrifice, Skillet. В хардкоре часто христианская тематика пересекается с остросоциальной, например, антифашистской лирикой.
Христианский хардкор проповедует здоровый образ жизни и умеренность. Многие из его исполнителей и поклонников придерживаются идеалов движения Straight Edge, чертами которого являются полный отказ от наркотиков, включая законные алкоголь и табак, и разборчивость в половых связях. Некоторые также практикуют веганизм (вегетарианство).

## Христианский метал
Христианский метал можно условно разделить на два основных направления.
Уайт-метал (белый метал, светлый метал, англ. White Metal) — «жизнеутверждающий» метал — антоним понятия «блэк-метал», относящийся в основном к жизнеутверждающим, позитивным текстам песен отдельных метал-групп. Уайт-метал не имеет конкретного звучания, но чаще всего это мелодичные жанры — хэви-метал или пауэр-метал. Его представителями являются такие группы как Narnia, Petra, Believer, Mortification, Seventh Avenue, Stryper, Trouble, Resurrection Band, Fratello Metallo. Помимо христианства, эти группы нередко обращаются к творчеству Клайва Льюиса, писателя христианского фэнтези.

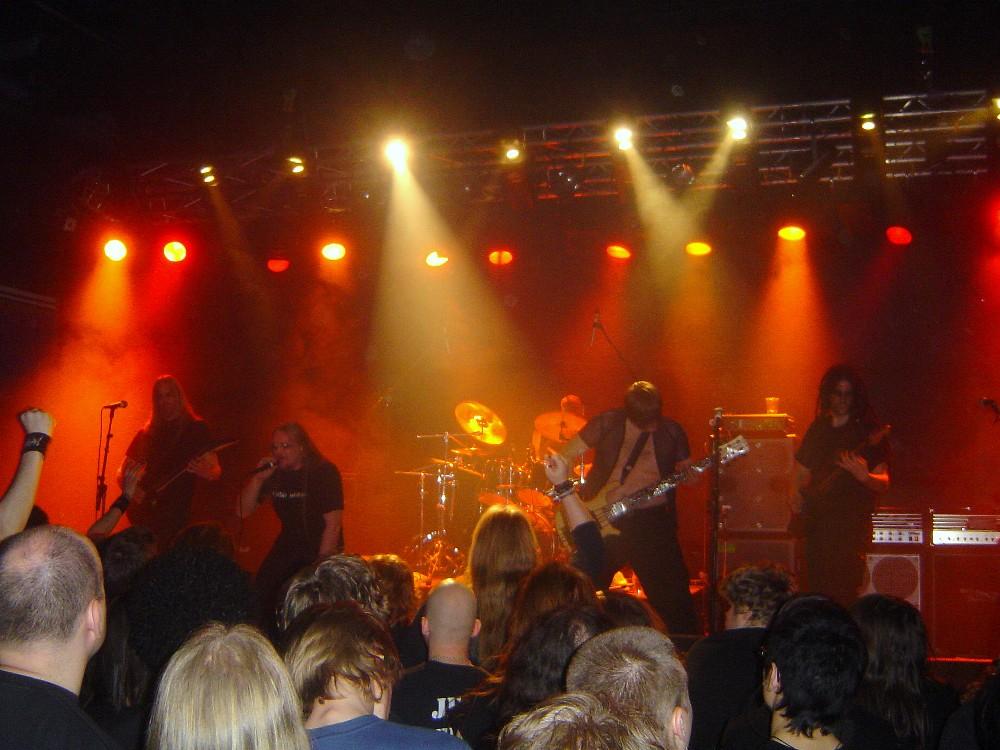
Появление Antestor вызвало скандал — лейбл расторг договор с группой, узнав, что они христиане

В СССР «светлый металл» появился почти одновременно с зарождением отечественной тяжёлой сцены. Так назывался дебютный альбом группы «Чёрный кофе», вышедший в 1984 году и ставший как первым «металлическим» альбомом, так и первым альбомом христианского рока в Советском Союзе. Аналогичная тематика часто встречалась и в текстах группы Легион, появившейся в то же время. Русский христианский рок и христианский метал обычно православный, а религия в текстах тесно переплетается с патриотизмом и военно-исторической тематикой.
Особо выделяют христианский блэк-метал (иногда также называемый unblack metal), противопоставляющий себя сатанистско-языческому тренду в традиционном блэк-метале. Группы христианского блэк-метал иногда называют «протестом в протесте» и «нонконформистами среди нонконформистов», так как традиционный блэк-метал относится к христианам враждебно. Antestor являются первой и самой известной христианской блэк-метал группой, также в этом стиле играют Horde, Holy Blood и Crimson Moonlight. Среди поклонников и исполнителей традиционного блэк-метал отношение к христианскому блэку неоднозначно. Одни уважают его исполнителей за их музыку, смелость и собственную точку зрения. Другие считают их «предателями» жанра и даже посылают в их адрес угрозы — как, например, Евронимус из Mayhem.

## Церковный рок
Среди священнослужителей, чья основная деятельность — церковное служение, также встречаются люди, владеющие музыкальными инструментами и играющие рок. Так, бывший глава ордена монахов-Бенедиктинцев Ноткер Вольф увлекается хард-роком и играет на гитаре, а также пишет музыку. Монах-капуцин Чезаре Боницци прославился тем, что исполняет хэви-метал наравне с профессиональными музыкантами.
Австралийская христианская церковь «Хиллсонг» сделала христианский рок своей визитной карточкой и использует его вместо духовной музыки. А Евангельско-лютеранская церковь Финляндии проводит металлические мессы.
Особняком стоит представитель Русской православной церкви, настоятель храма Симеона и Анны в Петербурге, о. Олег Скобля, также исполняющий свои песни с рок-музыкантами и соответствующим образом их оформляющий. Так же исполняет свои песни иеродиакон Рафаил (Романов), который создал первую православную музыкальную группу «Сыновья России», которую благословил Святейший Патриарх Московский и Всея Руси Кирилл.

## Христианство в традиционной рок-музыке
Многие группы, не относящиеся к христианскому року, тем не менее, состоят из христиан и нередко используют в своей лирике христианские образы. К ним относятся U2, Iron Maiden, Blind Guardian, Dream Theater, Megadeth, Lacrimosa, Nightwish, Within Temptation, Kansas, Soulfly, Uriah Heep, Thousand Foot Krutch, W.A.S.P., многие группы русского рока — АлисА, ДДТ, Аквариум,Ария, Мастер, Кипелов, Легион, Оргия Праведников, Catharsis, Чёрный кофе, МономахЪ, Декабрь, Моя Дерзкая Правда, Гран-КуражЪ, Глас пророка, Эпидемия, Агата Кристи, Линда, Гражданская Оборона и др. Во второй альбом U2 — October вошли песни с религиозными текстами. В некоторых песнях Iron Maiden можно встретить христианские мотивы, например в песнях «Judgment Of Heaven» (Страшный Суд), «The Thin Line between Love And Hate» (Тонкая грань между любовью и ненавистью) и другие (хотя это и не означает, что христианский мотив характерен для всего творчества группы).
Стоит отметить, что само понятие «христианских текстов» вовсе не подразумевает обязательные цитаты из Библии или пересказ Евангелия. Это может быть христианская точка зрения на какие-то вещи, какая-то определённая жизненная позиция, схожая с жизненной позицией христиан, какое-то определённое отношение к проблеме, например несогласие с Обществом потребления, с социальной несправедливостью, с тоталитарным контролем над личностью и т. д. Сюда же можно отнести самоанализ, признание собственного несовершенства и т. п.